# Förstabasman

Förstabasmannens position (1B) på en basebollplan.

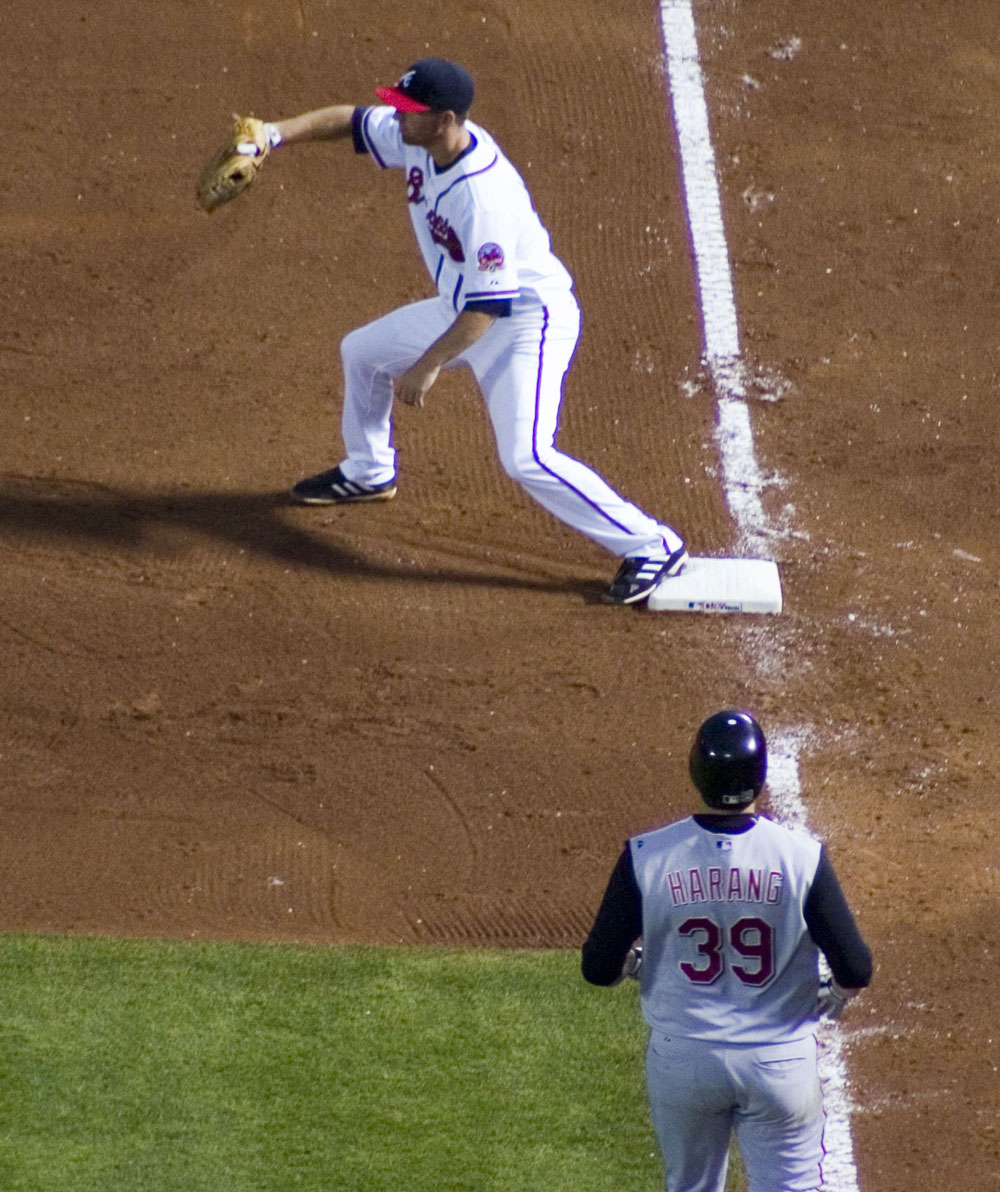
En förstabasman (överst) bränner slagmannen innan denne hinner fram till basen.

Förstabasman är en position i baseboll och softboll som spelar i det område som kallas infield. Förstabasmannen spelar, som namnet säger, vid första bas.
En förstabasman ska helst vara lång och vig och ha snabb reaktionsförmåga. Förstabasmannen får motta kast från andra infielders, catchern och pitchern efter att de har fångat upp bollen som slagits av slagmannen, och han bör då kunna sträcka ut sig mot kastet så att bollen hamnar i hans handske så tidigt som möjligt för att bränna slagmannen innan denne hunnit fram till första bas. Snabb reaktionsförmåga är bra att ha när förstabasmannen ska fånga upp hårt slagna bollar längs foullinjen, framför allt av vänsterhänta slagmän.
När en förstabasman fångar upp en boll från slagmannen måste ofta pitchern komma över och hjälpa till att bränna slagmannen vid första bas eftersom förstabasmannen själv inte hinner dit.
Typiskt sett förväntas inte en förstabasman ha samma räckvidd som en andrabasman, en shortstop, en tredjebasman eller en outfielder. Därför anses inte positionen vara lika fysiskt krävande som de andra, och det är inte ovanligt att äldre spelare flyttas dit i syfte att förlänga deras karriärer. Detta är särskilt vanligt för catchers, leftfielders och rightfielders. Å andra sidan krävs hög koncentrationsförmåga och bra timing av en bra förstabasman. De bollar som han ska motta är ofta kastade i tidsnöd och kan vara för höga eller låga och för långt åt vänster eller höger. Ibland är de så låga att de studsar strax framför honom. Förstabasmannen måste kunna fånga dessa kast och samtidigt behålla kontakten med basen med sin ena fot. Om kastet är så felriktat att han måste släppa kontakten med basen kan han ändå bränna slagmannen genom en tag, vilket innebär att han vidrör slagmannen med bollen, eller med den handske där han har bollen, innan slagmannen hunnit fram till basen.
Förstabasmannen är normalt sett placerad strax bakom första bas och strax innanför foullinjen. Om slagmannen förväntas bunta placerar förstabasmannen sig dock framför första bas och rör sig mot slagmannen i samband med att pitchern kastar. Om bollen i ett sådant fall kommer till förstabasmannen är han beroende av hjälp från andrabasmannen för att slagmannen ska bli bränd vid första bas. Om det står en löpare vid första bas är förstabasmannens utgångsposition att stå så att ena foten rör basen för att vara beredd på ett pickoff-försök från pitchern. När pitchern visar att han tänker kasta till slagmannen i stället flyttar sig förstabasmannen snabbt en bit ut på planen för att kunna täcka ett större område om bollen slås mot första bas. Om alla baser är besatta med löpare eller om löparen vid första bas inte förväntas kunna stjäla andra bas, intar förstabasmannen redan från början sin normala position.
För en förstabasman kan det vara en fördel att kasta med vänster hand och därmed ha handsken på höger hand. När han fångar upp en boll och ska kasta till någon annan infielder behöver han inte vända på kroppen åt höger innan han kastar utan kan fånga bollen och kasta den i en enda rörelse. Många högerhänta förstabasmän avhjälper denna nackdel genom att fånga bollen med handsken i en backhandposition och har då redan kroppen riktad åt rätt håll före kastet. Dessutom är det mycket vanligare att en förstabasman tar emot kast än att han kastar själv. Detta beror på att de flesta slagmän är högerhänta och oftast slår bollen åt vänster, alltså mot shortstopen eller tredjebasmannen. En annan fördel om förstabasmannen är vänsterhänt är vid pickoff-försök, då han kan fånga kastet från pitchern med handsken i höger hand och i samma rörelse svepa med den åt höger för att tagga löparen. En högerhänt spelare måste svepa handsken från vänster tvärs över kroppen, vilket tar något längre tid.
Förstabasmannens handske liknar catcherns eftersom den har extra vaddering och inga individuella hål för fingrarna och den är även större än den handske som bärs av andra infielders.

## Kända förstabasmän

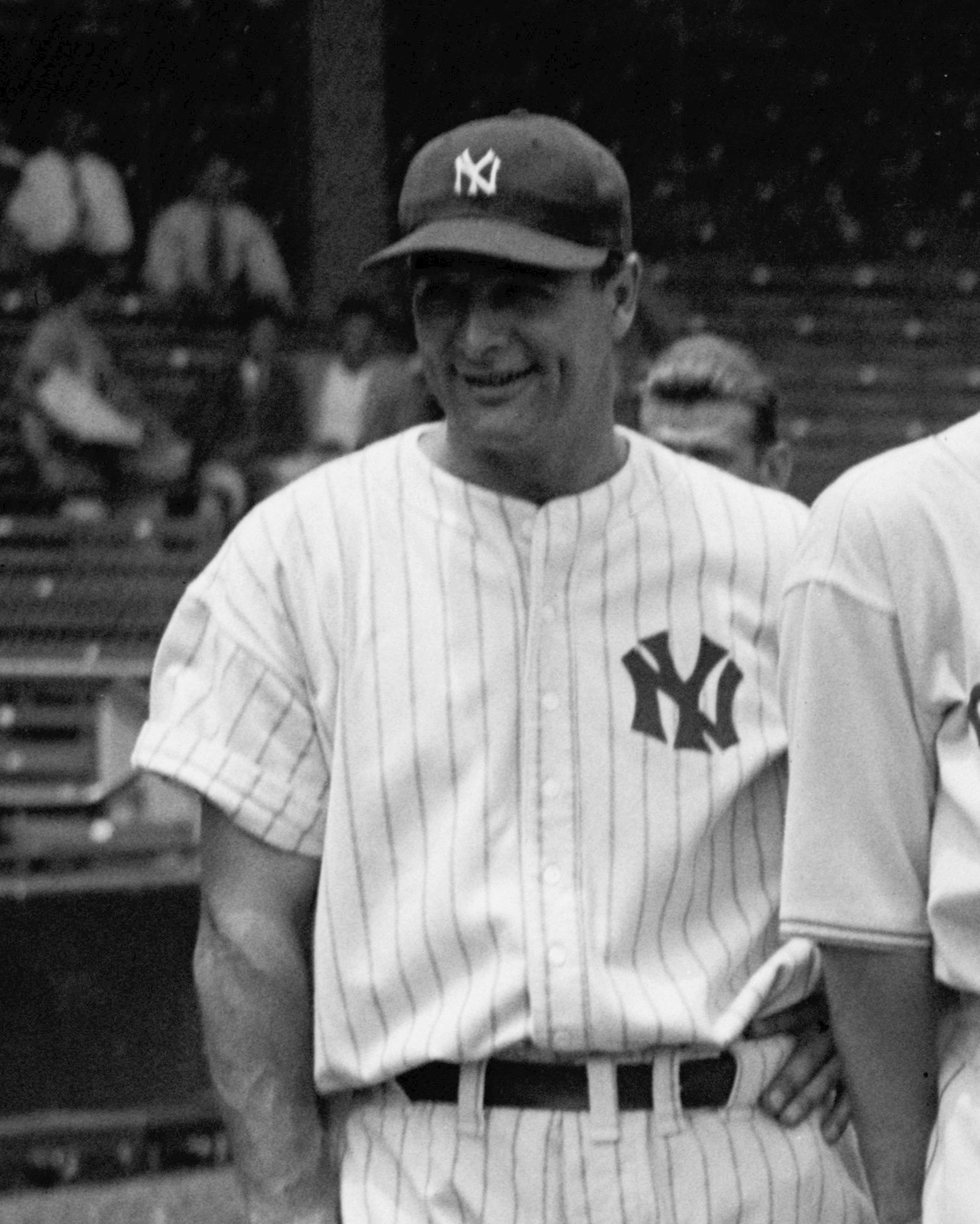
Förstabasmannen Lou Gehrig 1937.

Följande 27 förstabasmän hade till och med 2024 valts in i National Baseball Hall of Fame:
- Cap Anson
- Jeff Bagwell
- Jake Beckley
- Jim Bottomley
- Dan Brouthers
- Orlando Cepeda
- Frank Chance
- Roger Connor
- Jimmie Foxx
- Lou Gehrig
- Hank Greenberg
- Todd Helton
- Gil Hodges
- George Kelly
- Harmon Killebrew
- Buck Leonard
- Willie McCovey
- Fred McGriff
- Johnny Mize
- Eddie Murray
- Tony Perez
- George Sisler
- Mule Suttles
- Ben Taylor
- Bill Terry
- Frank Thomas
- Jim Thome